# غرايدون نيكولاس
غرايدون نيكولاس هو قاضي كندي، ولد في 1946 في نيو برونزويك في كندا.